# Richard Buckner
Richard Buckner es un cantautor y guitarrista nacido en California, Estados Unidos; posteriormente vivió en Alberta y en la actualidad vive en Brooklyn. Incursionó en el movimiento Country Alternativo. Se le aprecia mucho por sus interpretaciones de guitarra, llenas de color.

## Discografía
- Bloomed (1994, 1999)
- Richard Buckner (1996, 2003)
- Devotion + Doubt (1997)
- Since (1998)
- The Hill (2000)
- Impasse-ette (EP) (2002)
- Impasse (2002)
- Dents and Shells (2004)
- Sir Dark Invader vs. The Fanglord [con Jon Langford] (2005)
- Meadow (2006)

### Otras contribuciones
- The Band of Blacky Ranchette – Still Lookin' Good to Me (Thrill Jockey Records, 2003)